# 張禮 (弘治進士)
張禮（1454年—？），字天秩，山西太原府石州（今离石县）人，民籍，明朝政治人物。

## 生平
山西鄉試第九名舉人。弘治九年（1496年）中式丙辰科會試第二百五十六名，三甲第九十一名進士。

## 家族
曾祖張居；祖父張大全；父張讓，母車氏。具庆下。